# 河上镇 (杭州市)
河上镇是中华人民共和国浙江省杭州市萧山区下辖的一个镇，位于萧山区西南部。辖区总面积63.69平方公里，人口3万人。

## 辖区
河上镇辖有：
- 社区（1）：长春社区；
- 行政村（15）：紫东村、璇山下村、朱家村、溪头村、伟民村、凤坞村、祥河桥村、大桥村、紫霞村、下门村、众联村、东山村、联发村、里都村、三联村。